# Turner (cráter)

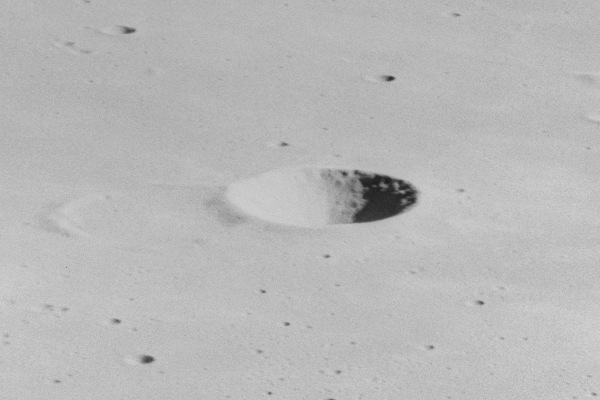
Fotografía de la misión Apolo 16

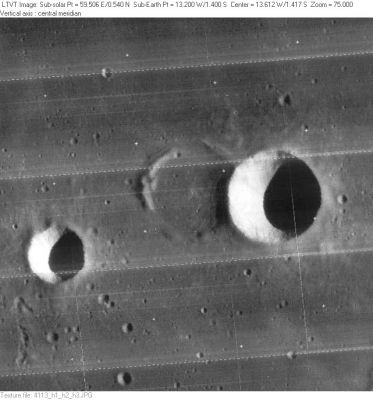
Fotografía de la misión Lunar Orbiter 4

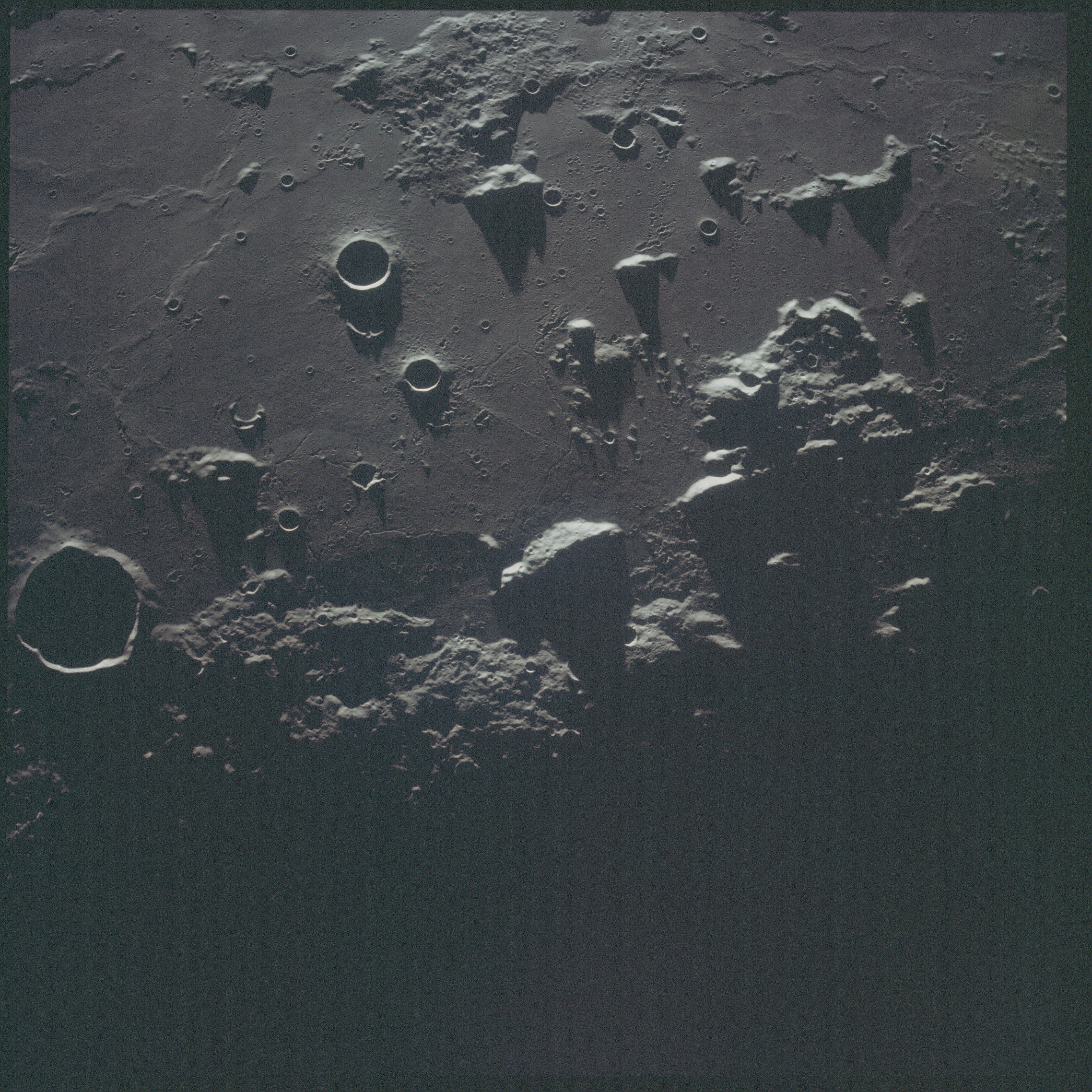
Vista del terminador desde el Apolo 12, con Turner (a la izquierda del centro) y Gambart junto al borde izquierdo

Turner es un pequeño cráter de impacto que se encuentra en el Mare Insularum, cerca del ecuador lunar. Se encuentra al sureste del cráter Gambart.
|  |

Es un impacto circular con forma de cono, con las paredes interiores descendiendo uniformemente hasta el punto medio. Un cráter palimpsesto de tamaño similar está unido al borde occidental de Turner, con su suelo interior sumergido por la lava y el borde remanente interrumpido en el sector suroeste.

## Cráteres satélite
Por convención estos elementos son identificados en los mapas lunares poniendo la letra en el lado del punto medio del cráter que está más cercano a Turner.
|        | \| Turner \| Coordenadas \| Diámetro \| \| ------ \| ---------------------------- \| -------- \| \| A \| 1°06′S 14°42′O / -1.1, -14.7 \| 6 km \| \| B \| 0°54′S 10°36′O / -0.9, -10.6 \| 5 km \| \| C \| 2°24′S 12°18′O / -2.4, -12.3 \| 5 km \| \| F \| 1°36′S 14°06′O / -1.6, -14.1 \| 7 km \| \| H \| 2°48′S 13°00′O / -2.8, -13.0 \| 4 km \| \| K \| 3°48′S 13°24′O / -3.8, -13.4 \| 4 km \| \| L \| 3°24′S 12°30′O / -3.4, -12.5 \| 5 km \| \| M \| 4°12′S 11°48′O / -4.2, -11.8 \| 4 km \| \| N \| 2°54′S 12°00′O / -2.9, -12.0 \| 4 km \| \| Q \| 1°00′S 12°24′O / -1.0, -12.4 \| 3 km \| |          |
| Turner | Coordenadas | Diámetro |
| A      | 1°06′S 14°42′O / -1.1, -14.7 | 6 km     |
| B      | 0°54′S 10°36′O / -0.9, -10.6 | 5 km     |
| C      | 2°24′S 12°18′O / -2.4, -12.3 | 5 km     |
| F      | 1°36′S 14°06′O / -1.6, -14.1 | 7 km     |
| H      | 2°48′S 13°00′O / -2.8, -13.0 | 4 km     |
| K      | 3°48′S 13°24′O / -3.8, -13.4 | 4 km     |
| L      | 3°24′S 12°30′O / -3.4, -12.5 | 5 km     |
| M      | 4°12′S 11°48′O / -4.2, -11.8 | 4 km     |
| N      | 2°54′S 12°00′O / -2.9, -12.0 | 4 km     |
| Q      | 1°00′S 12°24′O / -1.0, -12.4 | 3 km     |